# СН 2014Ј
СН 2014Ј је супернова која је експлодирала у галаксији Месје 82. Супернова је откривена 21. јануарa 2014. године, кад је већ сијала магнитудом 11.7, а накнадном провером уочена је на старијим снимцима које су снимљене 15. јануарa 2014..
Супернова је максималан сјај постигла 2. фебруара 2014.. Максимални теоретски сјај супернове требало је да буде око магнитуде 8.6, али СН 2014Ј је експлодирала у облаку прашине и гаса који блокирају део светлости.